# Anne Panther
Anne Panther (Schwerin, Alemania, 18 de junio de 1982) es una árbitra de baloncesto alemana de FIBA. Junto a la griega Vasiliki Tsaroucha, son las únicas mujeres en Euroliga.

## Trayectoria
Estuvo 8 años arbitrando en niveles inferiores. Cuando tenía 23 años fue designada a un gran torneo en Alemania, que es para posibles árbitros jóvenes. Después de esto, pudo ascender a la siguiente división. Estuvo en la 4ª división por 2 años más hasta que se le permitió arbitrar en el segundo nivel de la división nacional B. En 2009 dirigió su primer partido de primera división, pero no sería hasta 2011 cuando se convertiría en miembro del grupo de árbitros de primera división de Alemania. Nunca obtuvo su licencia de FIBA.
Estuvo presente en los Juegos Olímpicos de 2016.

## Temporadas
| Categoría             | País     | Año               |
| --------------------- | -------- | ----------------- |
| Basketball Bundesliga | Alemania | 2011 - Actualidad |
| FIBA                  | Mundo    | 2012 - Actualidad |
| Euroliga              | Europa   | 2016 - Actualidad |